# Willi Schatz
Willi Schatz, född 1 februari 1905 i Hannover, död 17 februari 1985 Hannover, var en tysk Obersturmführer och lägertandläkare i Auschwitz under andra världskriget. Vid Första Auschwitzrättegången 1963–1965 frikändes han i brist på bevis.